# Thubten Jigme Norbu
Thubten Jigme Norbu född 16 augusti 1922 i Taktser, Amdo, död 5 september 2008 i Bloomington, Indiana, var en tibetansk lama, författare och aktivist. Han var äldre bror till den fjortonde dalai lama, Tenzin Gyatso, och erkändes som en inkarnation av Taktser Rinpoche. Norbu var en av de första tibetanska ledare som valde att lämna Tibet i samband med att regionen införlivades i Folkrepubliken Kina. Han bosatte i sig i USA och undervisade länge vid Indiana University i Bloomington, Indiana.
På svenska finns hans Tibet mitt förlorade land (Tibet, verlorene Heimat) (återberättad av Heinrich Harrer, översättning Åke Ohlmarks, For, 1960).